# 試験車
試験車（しけんしゃ）とは、鉄道の事業用車の一種。

## 概要
以下3種類の性質のものに大別できる。
技術開発の目的で各種の試験を行う、いわゆる試験用車両。
高速車両の開発や、新技術の性能試験を目的とするもの。営業目的の車両ではないためにスタイルに全く気がかけられていない車両もあるが、スタイリング自体や、形状の違いがもたらす特性の差異を検討する目的のために斬新な外観を持つ車両もある。著名な記録を残した車両などは保存される例もあるが、必要なデータの収集後には廃車されることも多い。
大半は1編成のみの存在であるため、固有の愛称が付されることもある。
新型車両の量産の前に各種の試験を行う、いわゆる試作車。
プロトタイプの記事も参照。「先行量産型」などとも呼ばれ、ほぼ同型の量産車が作られる前提で設計される。ただしこの車輛による試験や運用の結果をフィードバックし、量産モデルでは設計変更が入ることも多い。たとえば300系新幹線ではJ0編成がそれである。試験後にすぐ廃車となることは少なく、量産車投入後に構造を同一に改修されて（量産化改造）営業運転に入ることが多い。しかし、試験結果が良好でない（JR貨物ED500形電気機関車など）あるいはそれ以外の事情（近鉄3000系など）により量産化が行われない例もあるほか、量産車との違いで運用が変則的になるなどの理由から早期に引退することもある（JR西日本の500系や681系など）。
鉄道設備の消耗状況や建築限界など、地上設備の測定を行う車両。
建築限界測定車、軌道試験車、振動測定用試験車、架線試験車、電気検測・信号検測用試験車などが存在する。鉄道路線を保有する上で必須の車両であるが、あまり規模が大きくない鉄道会社などでは（また、専用の車輛を作るまでもなく可能な内容の試験であれば）、営業用車両やその他の事業用車両に検測装置を搭載して検測を行ったり、他社の車両を借り受けて検測を行う場合がある。
なお、日本国有鉄道→JRの在来線車両における車両形式記号は、職用車と同じ「ヤ」であり、十の位の数字は「9」あるいは「4」が用いられる。また、（開業後の）新幹線車両では百位の数字が「9」の「事業用車」に含まれる（新幹線の車両形式を参照）。

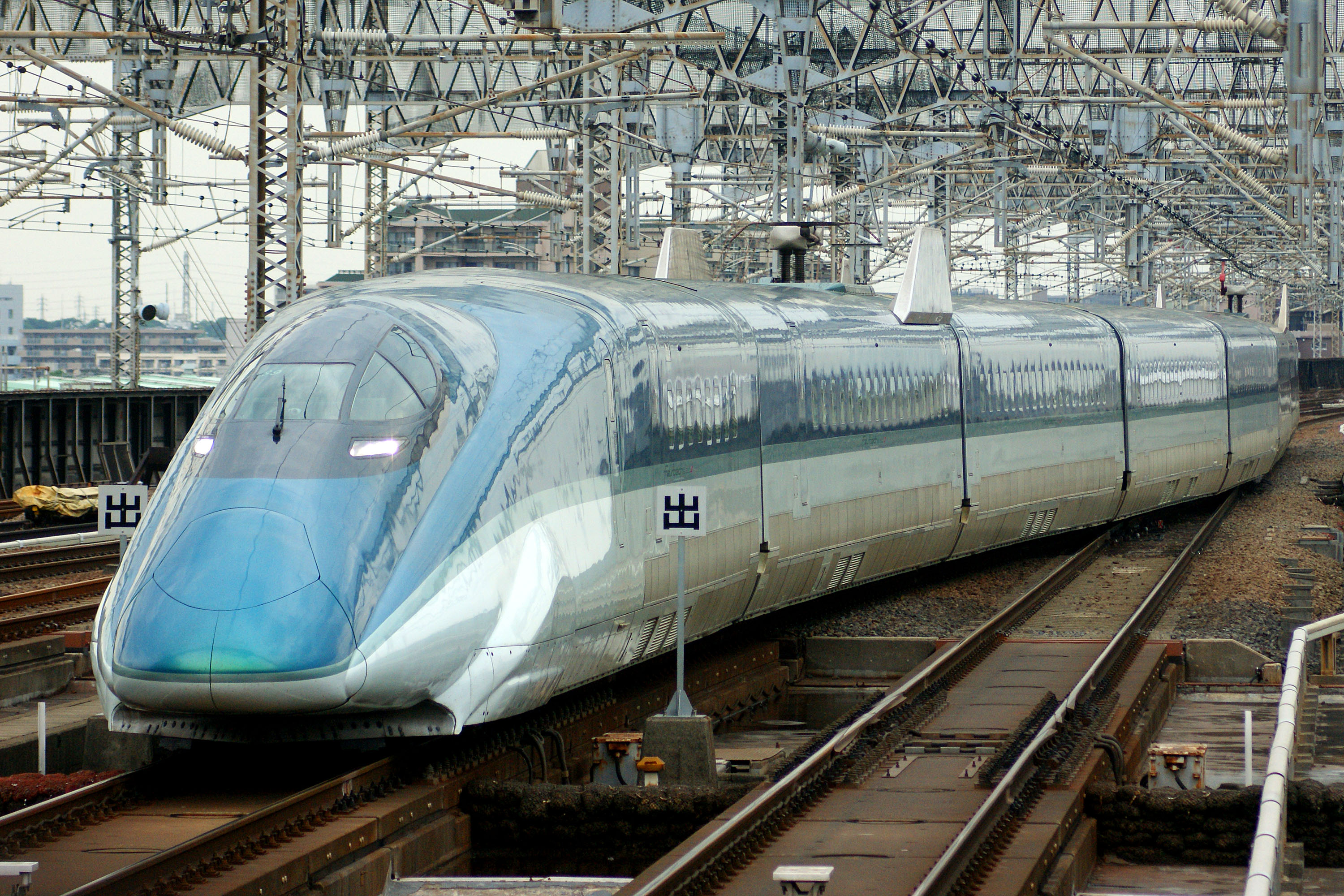
技術開発用の車両の例（E954形「FASTECH 360 S」）
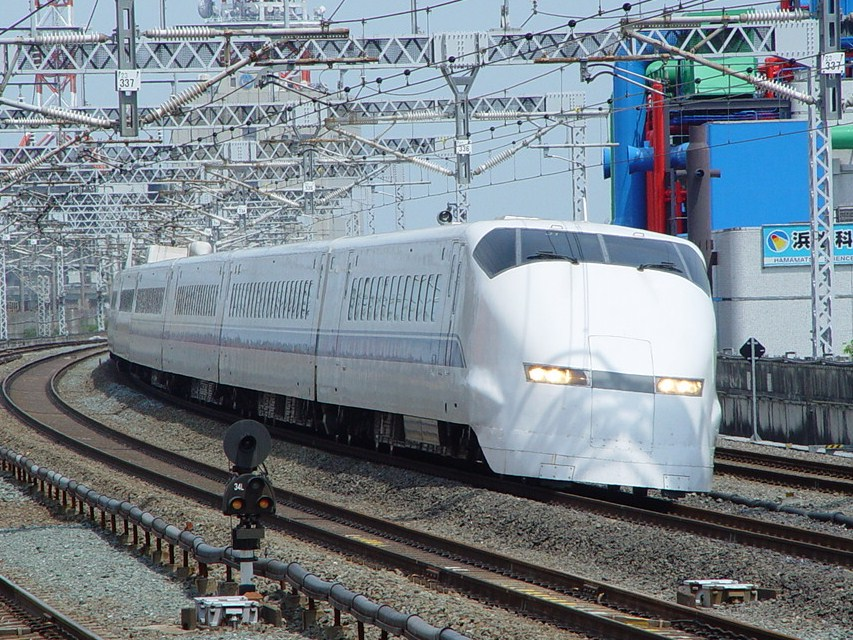
プロトタイプ車両の例（300系J1編成）
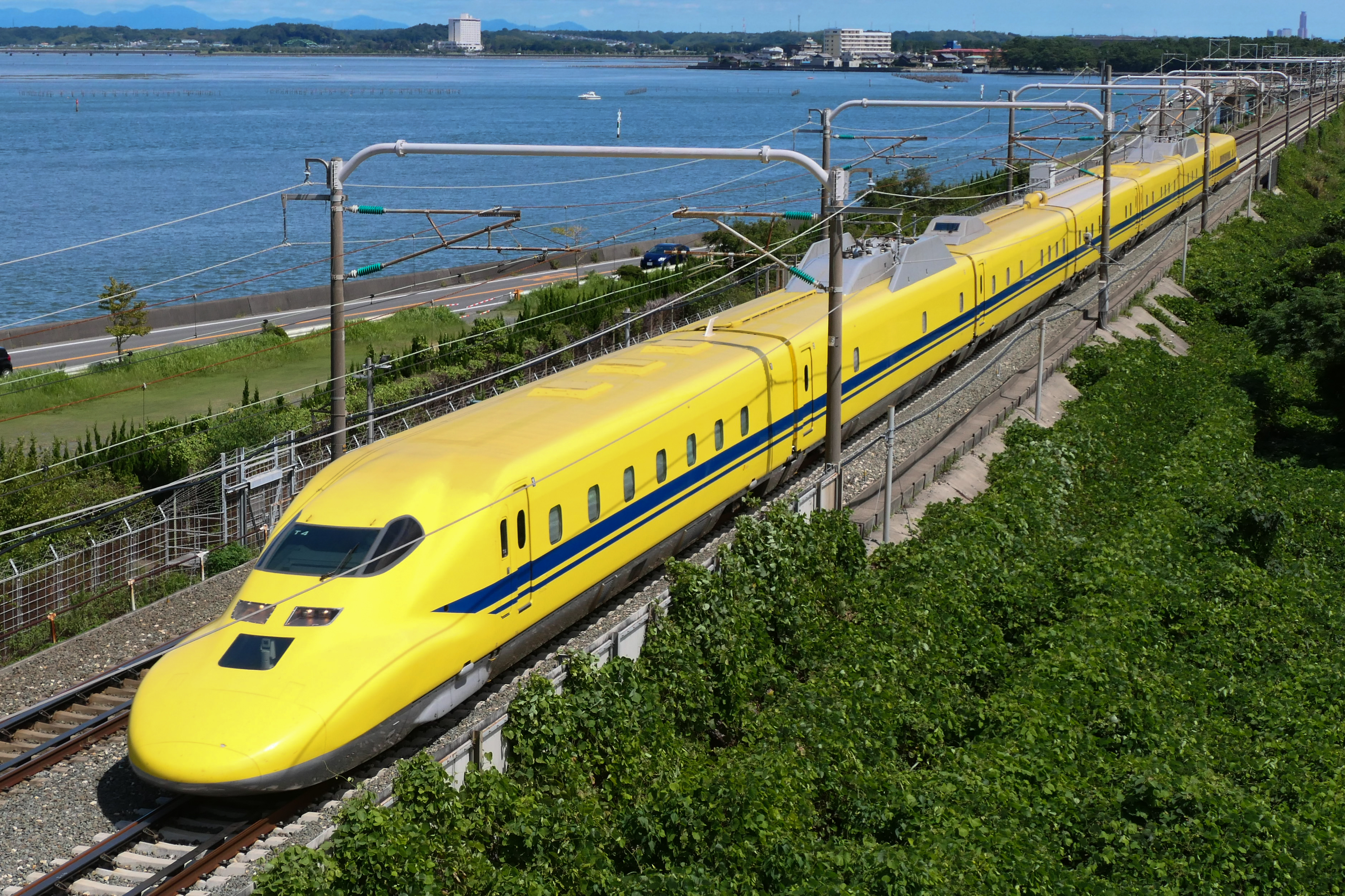
地上設備の測定用車両の例（923形「ドクターイエロー」）

## 日本の試験車両の一覧

### 車両技術試験を主とするもの

#### 新幹線車両
- 新幹線1000形電車
- 新幹線951形電車
- 新幹線961形電車
- 新幹線962形電車
- 新幹線952形・953形電車「STAR21」
- 新幹線500系電車900番台「WIN350」
- 新幹線955形電車「300X」
- 新幹線N700系電車9000番台
- 新幹線N700S系電車9000番台
- 新幹線E954形電車「FASTECH 360 S」
- 新幹線E955形電車「FASTECH 360 Z」
- 新幹線E956形電車「ALFA-X」
- 新幹線GCT01形電車（軌間可変電車）
- 新幹線GCT01形電車200番台（軌間可変電車）
- 新幹線FGT-9000形電車（軌間可変電車）

#### 電車
- 国鉄491系電車[5]
- 国鉄591系電車
- 国鉄791系電車
- JR東日本E991系電車「TRY-Z」
- JR東日本FV-E991系HYBARI(ひばり)
- JR東日本E993系電車「ACトレイン」
- JR東日本209系電車「MUE-Train」
- JR東日本E995系電車「NE-Train」
- JR西日本223系電車+213系電車「U@tech」

#### 気動車
- 国鉄キハ391系気動車
- JR北海道キハ160形気動車「ITT」改造後
- JR北海道キハ285系気動車900番台 - 形式名と車番の通り量産化を前提とした先行量産車であるが、異常な労使関係による事故と不祥事が続いたことにより、当形式は開発中止となった。
- JR東日本キヤE991形気動車「NEトレイン」
- JR西日本DEC700形気動車

#### 客車
- 国鉄マヤ38形客車
- 国鉄スヤ71形客車
- 国鉄マヤ40形客車
- 国鉄マヤ10形客車
- 国鉄スヤ11形客車

#### 貨車
- 国鉄ヤ1形貨車
- 国鉄ヤ80形貨車（走行特性試験用）
- 国鉄ヤ81形貨車（走行特性試験用）
- 国鉄ヤ82形貨車（走行特性試験用）
- 国鉄ヤ90形貨車（積付試験車）
- 国鉄ヤ200形貨車（脱線試験用試験車）

### 地上設備検測を主とするもの

#### 新幹線車両
- ドクターイエロー（921形・922形・923形・925形）
- East-i（E926形）

#### 電車
- 国鉄クモヤ93形電車
- 国鉄493系電車
- 国鉄191系電車
- 国鉄193系電車
- 国鉄443系電車
- 国鉄495系電車
- 鉄道総研クヤ497形電車
- JR東日本E491系電車「East i-E」
- JR九州811系電車「RED EYE」

#### 気動車
- 国鉄キヤ92形気動車
- 国鉄キヤ191系気動車
- JR東日本キヤE193系気動車「East i-D」
- JR東海キヤ95系気動車「ドクター東海」
- JR西日本キヤ141系気動車「ドクターWEST」[6]
- JR西日本DEC741形気動車
- JR九州BE220形気動車「BIG EYE」

#### 客車
- 国鉄コヤ90形客車
- 国鉄オヤ31形客車
- 国鉄オヤ33形（初代）・マヤ38形（50番台）・スヤ32形（初代）・オヤ36形（0番台）客車
- 国鉄マヤ34形客車
- 国鉄オヤ36形客車（50番台）
- JR東日本マヤ50形客車
- JR北海道マヤ35形客車

#### 貨車
- 国鉄ヤ210形貨車（軌道検測用試験車）
- 国鉄ヤ230形貨車（新幹線923形貨車の在来線版）

#### 私鉄
- 京王クヤ900形電車「DAX」
- 小田急クヤ31形検測電車「TECHNO-INSPECTOR」
- 東急デヤ3000形電車
- 東急サヤ7590型電車
- 東急7500系電車「TOQ i」
- 相鉄モヤ700形電車
- 近鉄モワ24系電車「はかるくん」
- 西鉄900形電車